# سونیا (خواننده)
سونیا (انگلیسی: Sonia؛ زادهٔ ۱۳ فوریهٔ ۱۹۷۱) یک موسیقی‌دان است. وی از سال ۱۹۸۹ میلادی تاکنون مشغول فعالیت بوده‌است.